# Ильменный (разъезд)
Разъе́зд Ильме́нный — железнодорожный разъезд Астраханского региона Приволжской железной дороги. Разъезд располагается к северу от посёлка Николаевка в Наримановском районе Астраханской области.

## История
Разъезд открыт в 1942 году в составе пускового участка Астрахань — Кизляр.

## Пассажирское сообщение
Через разъезд проходят пригородные поезда, следующие по маршруту Астрахань II — Олейниково и обратно, и поезд дальнего следования Грозный — Волгоград.